# 생루이섬 (세네갈)
생루이섬은 세네갈 북서부와 세네갈강 어귀에 위치한 작은 섬으로, 생루이주의 주도인 생루이의 도심 지대에 위치한다. 17세기 프랑스가 세네갈을 식민 통치하기 시작하면서 크게 발전했다.
2000년 유네스코가 지정한 세계유산에 선정되었다.

## 등록 기준
생루이섬은 다음과 같은 세계유산 선정 기준을 충족하는 점에서 선정되었다.
- II. 일정한 시간에 걸쳐 혹은 세계의 한 문화권 내에서 건축, 기념물 조각, 정원 및 조경 디자인, 관련 예술 또는 인간 정주 등의 결과로서 일어난 발전 사항들에 상당한 영향력을 행사한 유산.
- IV. 가장 특징적인 사례의 건축 양식으로서 중요한 문화적, 사회적, 예술적, 과학적, 기술적 혹은 산업의 발전을 대표하는 양식.